# Evolution (musikalbum av Scotch)
Evolution är ett album av gruppen Scotch. Albumet släpptes 1985.

## Låtlista
1. Primitive man - F.Margutti, V. Lancini
2. Take me up - F.Margutti, V. Lancini
3. Man in the man - F.Margutti, V. Lancini
4. Born to kill - F.Margutti, V. Lancini
5. Komburn - F.Margutti, V. Lancini
6. Delirio mind - F.Margutti, V. Lancini
7. Loving is easy/Evolution - J. Lees, F.Margutti, V. Lancini
8. Disco band - F.Margutti
9. Losing in time - F.Margutti, V. Lancini

## Producerades av
Walter Verdi och David Zambelli